# Gisela Pou Valls
Gisela Pou Valls (Castellar del Vallès, 7 de maig de 1959) és una escriptora catalana. És coneguda per la seva professió de guionista de televisió, però ha escrit literatura infantil i juvenil i novel·la per a públic adult.

## Biografia
Llicenciada en ciències biològiques l'any 1981, va publicar dos títols relacionats amb la biologia. Ja ben aviat va començar a escriure i l'any 1989 publicava la seva primera novel·la, Soroll de fons, a l'Editorial Tres i Quatre. Aquest mateix any va rebre una beca de la Institució de les Lletres Catalanes. Atreta per la literatura infantil i juvenil, té publicades diverses novel·les i ha començat una col·lecció d'aventures d'un personatge anomenat Sara Pegues.
Pou ha conreat també el teatre i el guionatge. És màster de guió per a cinema i televisió per la UAB i ha estat codirectora d'estudis sobre ficció televisiva i cinematogràfica a la UB, així com professora del Màster de guionatge televisiu organitzat per la Universitat Internacional Menéndez i Pelayo a València.
Com a autora de teatre, té una obra estrenada el 2004 a Castellar del Vallès amb el nom La nit del fang, dirigida per Rosa Grané. Pertany al col·lectiu d'escriptores de les Germanes Quintana, que han publicat diversos títols: Zel, Por, Llibre de família, La nit del fang... També ha participat en el llibre col·lectiu Fets pols! (2004) de l'editorial Montflorit.

## Televisió
Com a guionista de televisió, Gisela Pou ha treballat per a diferents mitjans de comunicació. Destaca la seva col·laboració a:
- Com si fos ahir (2019), a TV3
- La Riera (2014-2015 i 2016-2017), a TV3
- Sin identidad (2014), de Sergi Belbel, a d'Antena 3
- Isabel (emissió el 2013), bíblia de la segona temporada de Televisió Espanyola
- Ventdelplà (temporada 2008-2010), de la sèrie dramàtica de Televisió de Catalunya
- El cor de la ciutat (temporades 2006-2007 i 2007-2008 com a guionista i les temporades 2005-2006 com a adaptadora), de la sèrie dramàtica de Televisió de Catalunya
- Les Tres Bessones Bebès (2004), sèrie de dibuixos animats
- Setze dobles (2003)
- Temps de silenci (temporada 2001-2002), sèrie dramàtica de Televisió de Catalunya
- Laberint d'ombres (temporada 1998-1999), telenovel·la de Televisió de Catalunya
- El Súper. Historias de todos los días (temporada 1997-1998), telenovel·la de Telecinco, produïda per La Principal i Zeppelin TV
- A flor de pell (temporada 1996-1997), telenovel·la de Canal 9
- Herència de sang (temporada 1995-1996), telenovel·la de Canal 9
- Secrets de família (temporada 1994-1995), telenovel·la de Televisió de Catalunya
- Poble nou (temporada 1993-1994), telenovel·la de Televisió de Catalunya
- Vostè mateix sèrie setmanal adaptada per Televisió de Catalunya

## Obra publicada

### Obres científiques
- 1984 — Itinerari de Can Miloca: Parc del Corredor
- 1985 — Ecologia d'una ciutat: Barcelona

### Novel·la
- 1989 — Soroll de fons
- 2008 — Sense la mare
- 2011 — El silenci de les vinyes
- 2015 — La veu invisible
- 2015 — La noia de la mitjanit
- 2020 — Tot, menys la pluja
- 2023 — Els tres noms de la Ludka

### Infantil i juvenil
- 1991 — T'he enxampat, bufó!
- 1992 — Qui mana, mana
- 1992 — La nit dels Noumóns
- 2004 — Les Tres Bessones es mouen per Sant Cugat
- 2008 — La Sara Pegues i el Capità Caguetes
- 2010 — La Sara Pegues i l'esquelet desmanegat
- 2013 — L'edat del lloro
- 2013 — La Sara Pegues i el mural blau
- 2014 — La Sara Pegues i la fastigosa
- 2014 — La Sara Pegues i l'ou de dinosaure
- 2015 — La noia de la mitjanit
- 2019 — Palmira i l'efecte crisàlide
- 2021 — El llop de les pomes verdes

### Llibres col·lectius
- 1998 — Zel
- 2000 — Por
- 2001 — Llibre de família
- 2004 — Fets pols!

## Premis i reconeixements
- 2013 - Premi La Llança de Sant Jordi per L'edat del lloro
- 2014 - Finalista del premi Atrapallibres per L'edat del lloro
- 2016 - Premi La Llança de Sant Jordi per La noia de la mitjanit
- 2016 - Premi de la crítica Serra d'Or per La noia de la mitjanit
- 2019 - Finalista del Premio Hache
- 2021 - Premi Atrapallibres per Palmira i l'efecte crisàlide
- 2023 - Premi Carlemany per al foment de la lectura per Retorn a Douglas Row[7]